# Virtus Pallacanestro Bologna 1995-1996

## Roster
| Buckler Bologna 1995/1996 | Buckler Bologna 1995/1996 |
| Giocatori                 | Staff tecnico             |
| ------------------------- | ------------------------- |

| N. | Naz.                   | Ruolo | Nome                   | Anno | Alt.   | Peso |  |
| -- | ---------------------- | ----- | ---------------------- | ---- | ------ | ---- |  |
| 4  | Italia (bandiera)      | P     | Roberto Brunamonti (c) | 1959 | 192 cm |      |  |
| 5  | Croazia (bandiera)     | A     | Arijan Komazec         | 1970 | 200 cm |      |  |
| 6  | Italia (bandiera)      | P     | Claudio Coldebella     | 1968 | 196 cm |      |  |
| 7  | Italia (bandiera)      | G     | Alessandro Abbio       | 1971 | 193 cm |      |  |
| 8  | Stati Uniti (bandiera) | A     | Orlando Woolridge      | 1959 | 205 cm |      |  |
| 9  | Italia (bandiera)      | GA    | Paolo Moretti          | 1970 | 200 cm |      |  |
| 11 | Italia (bandiera)      | C     | Augusto Binelli        | 1964 | 211 cm |      |  |
| 12 | Italia (bandiera)      | AC    | Tullio De Piccoli      | 1964 | 202 cm |      |  |
| 13 | Italia (bandiera)      | A     | Riccardo Morandotti    | 1965 | 200 cm |      |  |
| 14 | Italia (bandiera)      | C     | Flavio Carera          | 1963 | 206 cm |      |  |
| 15 | Italia (bandiera)      | PG    | Francesco Orsini       | 1973 | 190 cm |      |  |
|    | Stati Uniti (bandiera) |       | Anthony Bonner         | 1968 | 203 cm |      |  |
|    | Italia (bandiera)      |       | Daniele Soro           | 1975 |        |      |  |

| Allenatore                              |
| Alberto Bucci                           |
| Assistente/i                            |
| - Nessuno Legenda - (C) Capitano Roster |

| Giocatori acquisiti a stagione in corso | Giocatori acquisiti a stagione in corso | Giocatori acquisiti a stagione in corso |
| Giocatore                               | il                                      | Da                                      |
| --------------------------------------- | --------------------------------------- | --------------------------------------- |
| Anthony Bonner                          | 10 dicembre                             | New York Knicks                         |

| Giocatori ceduti a stagione in corso | Giocatori ceduti a stagione in corso | Giocatori ceduti a stagione in corso |
| Giocatore                            | il                                   | A                                    |
| ------------------------------------ | ------------------------------------ | ------------------------------------ |
| Anthony Bonner                       | 21 febbraio                          | Orlando Magic                        |

## Risultati
- Serie A1:
  - stagione regolare: 1ª classificata su 16 squadre (23-9)
  - playoff: semifinalista (3-3)
- Coppa Italia:  vincente (3-1)
- Eurolega: (7-10)